# Ганна Майлі
Ганна Майлі (англ. Hannah Miley, 8 серпня 1989) — британська плавчиня.
Учасниця Олімпійських Ігор 2008, 2012, 2016 років.
Призерка Чемпіонату світу з водних видів спорту 2009, 2011 років.
Чемпіонка світу з плавання на короткій воді 2012 року, призерка 2008, 2014 років.
Призерка Кубку світу з плавання 2007, 2012, 2013, 2016 років.
Чемпіонка Європи з водних видів спорту 2010 року, призерка 2016, 2018 років.
Чемпіонка Європи з плавання на короткій воді 2009, 2012 років, призерка 2011, 2015 років.
Переможниця Ігор Співдружності 2010, 2014 років, призерка 2018 року.